# Bruno Bruschettini
Bruno Bruschettini (San Casciano in Val di Pesa, 3 maggio 1943) è un ex calciatore italiano, di ruolo centrocampista.

## Carriera
Cresciuto nel Parma, con i ducali ha esordito in Serie B il 16 settembre 1962 nella partita Parma-Padova (0-1). Con il Parma ha disputato tre campionati cadetti, poi ha giocato una stagione in Serie C ad Avellino, due stagioni a Bari (una in Serie C, una in B), e poi ha disputato sei stagioni a Siena.

## Palmarès

### Club

#### Competizioni nazionali
- Serie C: 1

Bari: 1966-1967